# Cooktownia robertsii
Cooktownia robertsii är en orkidéart som beskrevs av David Lloyd Jones. Cooktownia robertsii ingår i släktet Cooktownia, och familjen orkidéer. Inga underarter finns listade i Catalogue of Life.